# Sanry-lès-Vigy
Sanry-lès-Vigy é uma comuna francesa na região administrativa de Grande Leste, no departamento de Mosela. Estende-se por uma área de 5,55 km². Em 2010 a comuna tinha 536 habitantes (densidade: 96,6 hab./km²).